# Tuberoschistura baenzigeri
Tuberoschistura baenzigeri és una espècie de peix de la família dels balitòrids i de l'ordre dels cipriniformes.
És un peix d'aigua dolça, demersal i de clima tropical.
Es troba a Àsia: la península de Malaca i les conques dels rius Chao Phraya i Maeklong.
Les seues principals amenaces són les modificacions antropogèniques dels rius (reducció o interrupció del cabal i increment de la sedimentació), la desforestació i les pràctiques agrícoles gens sostenibles.

## Morfologia
- Els mascles poden assolir 4,2 cm de longitud total.
- 13-14 radis tous a l'aleta dorsal i 8 a l'anal.
- 9-10 1/2 radis ramificats a l'aleta dorsal.
- L'anus es troba a sota dels radis ramificats núms. 2 i 3 de l'aleta dorsal.
- La distància de l'anus a l'origen de l'aleta anal és més gran que la longitud de la base de l'aleta dorsal.[3]